# Pulitzer-Preis 2008
Der Pulitzer-Preis 2008 war die 92. Verleihung des renommierten US-amerikanischen Literaturpreises. Die Preisträger wurden am 7. April 2008 bekannt gegeben. Eine besondere Ehrung (Special Awards and Citations) ging im Jahr 2008 an Bob Dylan.
Die Jury bestand aus 19 Personen unter dem Vorsitz von Joann Byrd und Mike Pride.

## Preisträger
| Kategorie                                                  | Preisträger                                                                                      | Begründung |
| ---------------------------------------------------------- | ------------------------------------------------------------------------------------------------ | --- |
| Dienst an der Öffentlichkeit (Public Service)              | The Washington Post für die Arbeit von Dana Priest, Anne Hull und dem Fotografen Michel du Cille | Preis verliehen für die Aufdeckung der Misshandlung von verwundeten Veteranen im Walter Reed Hospital, einen nationalen Aufschrei hervorzurufen und Reformen durch Bundesbeamte herbeizuführen.                                              |
| Aktuelle Berichterstattung (Breaking News Reporting)       | Mitarbeiter der The Washington Post                                                              | Preis verliehen für die außergewöhnliche, facettenreiche Berichterstattung über die tödlichen Amokläufe an der Virginia Tech, die die sich entwickelnde Geschichte in Print und Online erzählt.                                              |
| Investigativer Journalismus (Investigative Reporting)      | Mitarbeiter der Chicago Tribune                                                                  | Preis verliehen für die Aufdeckung fehlerhafter staatlicher Vorschriften für Spielzeug, Autositze und Kinderbetten, die zu umfangreichen Rückrufen gefährlicher Produkte und Maßnahmen des Kongresses zur Verschärfung der Aufsicht führten. |
| Investigativer Journalismus (Investigative Reporting)      | Walt Bogdanich und Jake Hooker von The New York Times                                            | Preis verliehen für ihre Geschichten über giftige Inhaltsstoffe in Medizin und anderen aus China importierten Alltagsprodukten, die zu Razzien durch amerikanische und chinesische Beamte führten.                                           |
| Hintergrundberichterstattung (Explanatory Reporting)       | Amy Harmon von der The New York Times                                                            | Preis verliehen für ihre eindrucksvolle Auseinandersetzung mit den Dilemmata und ethischen Fragen, die mit DNA-Tests einhergehen und mit menschlichen Geschichten, um ihre Berichte zu schärfen.                                             |
| Lokale Berichterstattung (Local Reporting)                 | David Umhoefer vom Milwaukee Journal Sentinel                                                    | Preis verliehen für seine Geschichten über das Umgehen von Steuergesetzen, um die Renten von Bezirksangestellten zu polstern, die Veränderungen und mögliche Strafverfolgung von Schlüsselfiguren anregen.                                   |
| Berichterstattung im Inland (National Reporting)           | Jo Becker und Barton Gellman von der The Washington Post                                         | Preis verliehen für ihre klare Erforschung von Vizepräsident Dick Cheney und seinem mächtigen, aber manchmal verschleierten Einfluss auf die nationale Politik.                                                                              |
| Auslandsberichterstattung (International Reporting)        | Steve Fainaru von der The Washington Post                                                        | Preis verliehen für diese vielbeachteten Serien über private Sicherheitsunternehmen im Irak, die außerhalb der meisten Gesetze der amerikanischen Streitkräfte operieren.                                                                    |
| Feature Writing (Feature Writing)                          | Gene Weingarten von der The Washington Post                                                      | Preis verliehen für seine Chronik eines Weltklasse-Geigers, der als Experiment in einer U-Bahn-Station voller unachtsamer Pendler schöne Musik spielte.                                                                                      |
| Kommentar (Commentary)                                     | Steven Pearlstein von der The Washington Post                                                    | Preis verliehen für seine aufschlussreichen Kolumnen, die die komplexen wirtschaftlichen Missstände der Nation mit meisterhafter Klarheit untersuchen.                                                                                       |
| Kritik (Criticism)                                         | Mark Feeney von The Boston Globe                                                                 | Preis verliehen für seine eindringliche und vielseitige Beherrschung der bildenden Kunst, von Film über Fotografie bis hin zur Malerei. |
| Leitartikel (Editorial Writing)                            | wurde nicht vergeben                                                                             | |
| Karikatur (Editorial Cartooning)                           | Michael Ramirez von Investor's Business Daily                                                    | Preis verliehen für seine provokanten Cartoons, die auf Originalität, Humor und Detailkunst setzen. |
| Aktuelle Fotoberichterstattung (Breaking News Photography) | Adrees Latif von Reuters                                                                         | Preis verliehen für sein dramatisches Foto eines japanischen Videofilmers, der ausgestreckt auf dem Bürgersteig liegt, tödlich verwundet bei einer Straßendemonstration in Myanmar.                                                          |
| Feature-Fotoberichterstattung (Feature Photography)        | Preston Gannaway von Concord (NH) Monitor                                                        | Preis verliehen für ihre intime Chronik einer Familie, die mit der unheilbaren Krankheit eines Elternteils fertig wird. |

| Kategorie                                                   | Preisträger                                                                            |
| ----------------------------------------------------------- | -------------------------------------------------------------------------------------- |
| Belletristik (Fiction)                                      | The Brief Wondrous Life of Oscar Wao von Junot Diaz                                    |
| Theater (Drama)                                             | August: Osage County von Tracy Letts                                                   |
| Geschichte (History)                                        | What Hath God Wrought: The Transformation of America, 1815-1848 von Daniel Walker Howe |
| Biographie oder Autobiographie (Biography or Autobiography) | Eden's Outcasts: The Story of Louisa May Alcott and Her Father von John Matteson       |
| Dichtung (Poetry)                                           | Failure von Philip Schultz                                                             |
| Sachbuch (General Nonfiction)                               | The Years of Extermination: Nazi Germany and the Jews, 1939-1945 von Saul Friedländer  |
| Musik (Music)                                               | The Little Match Girl Passion von David Lang                                           |

Eine Besondere Erwähnung (Special Awards and Citations) wurde im Jahr 2009 zugunsten von Bob Dylan für seinen tiefgreifenden Einfluss auf die populäre Musik und die amerikanische Kultur, gekennzeichnet durch lyrische Kompositionen von außergewöhnlicher poetischer Kraft ausgesprochen. 